# Ex eodem ore calidum et frigidum efflare
Ex eodem ore calidum et frigidum efflare (soffia il caldo e il freddo dalla medesima bocca) è una locuzione latina che si riferisce a una persona di cui non ci si può fidare.
Essa trae spunto dalla favola di Esopo L'uomo e il satiro nella quale un satiro decise di non fidarsi di un uomo che usava il fiato sia per scaldarsi le mani che per raffreddare la minestra. La massima allude a coloro che conoscono l'arte di star d'accordo con tutti, pronti ad avere due facce.